# Muzo
Muzo là một khu tự quản thuộc tỉnh Boyacá, Colombia. Thủ phủ của khu tự quản Muzo đóng tại Muzo Khu tự quản Muzo có diện tích ki lô mét vuông. Đến thời điểm ngày 28 tháng 5 năm 2005, khu tự quản Muzo có dân số 12515 người.

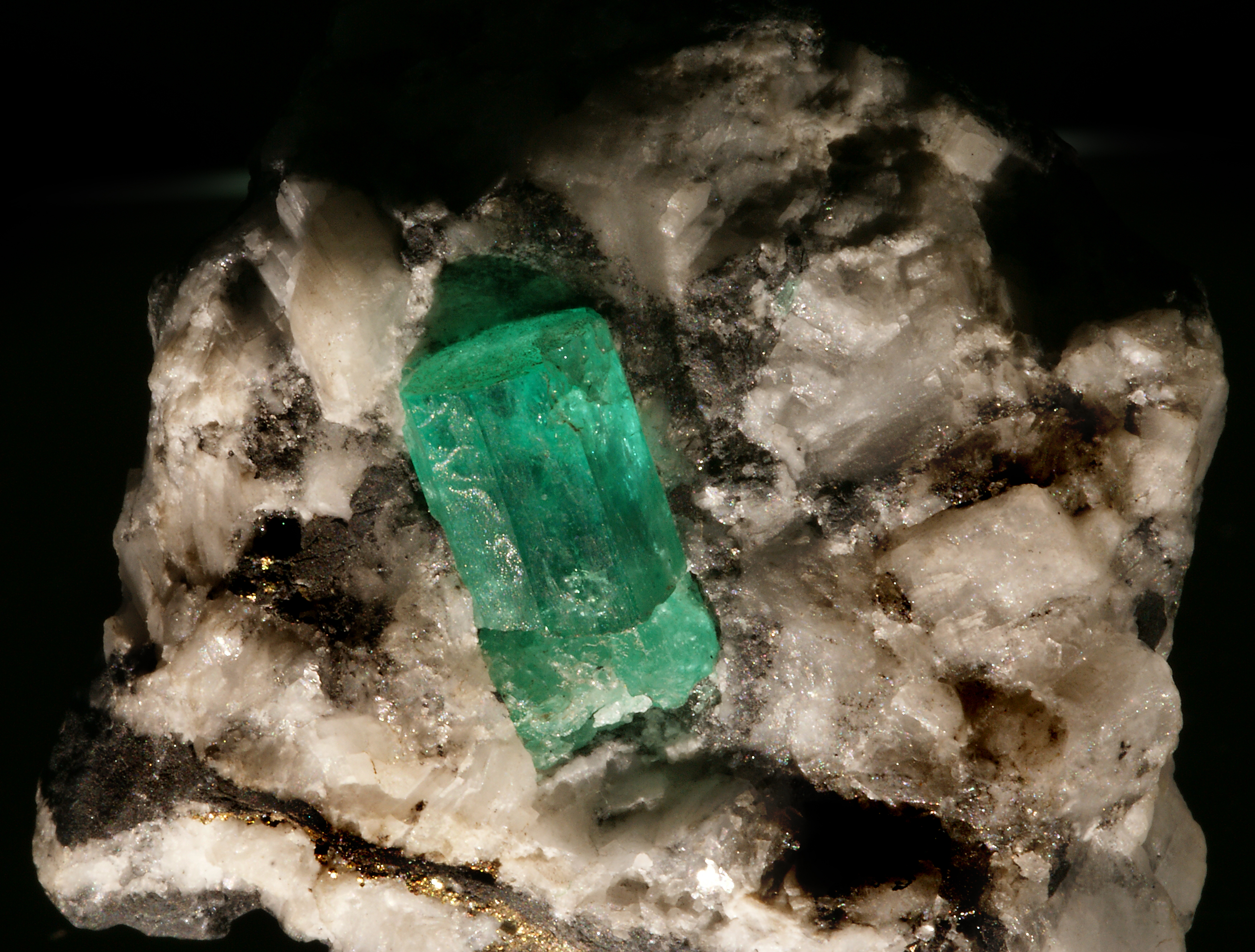
Tinh thể ngọc lục bảo trong ma trận của nó, mỏ Muzo